# Paul Viardot
Pour les articles homonymes, voir Viardot.
Paul Viardot, né le 29 juillet 1857 au château de Courtavenel et mort le 11 décembre 1941 est un violoniste et musicologue français. 

## Biographie
Paul Viardot est le fils de Louis Viardot et de Pauline Viardot. 
Violoniste réputé, il compose entre autres trois sonates et plusieurs autres pièces pour violon,. Il enseigne le violon à l'École Niedermeyer de Paris à partir de 1884. Gabriel Fauré lui dédie sa première sonate.
Le dimanche 17 août 1902, au Théâtre des Arènes à Béziers, il dirige la création de Parysatis (drame en 3 actes et un prologue de Jane Dieulafoy, musique de Camille Saint-Saëns avec une orchestration traitée par Eustace du 2e Génie).